# Americas Rugby Championship 2013
Americas Rugby Championship 2013 – czwarta edycja Americas Rugby Championship, stworzonego przez IRB turnieju mającego za zadanie podniesienie jakości rugby w Ameryce. Odbywała się w dniach 11–19 października 2013 roku na Westhills Stadium w kanadyjskim Langford.

## Informacje ogólne
Rugby Canada uzyskał prawo do organizacji turnieju w kwietniu 2013 roku. Rywalizacja odbywała się, podobnie jak w poprzednich dwóch edycjach, w gronie czterech zespołów systemem kołowym w ciągu trzech meczowych dni. Urugwajczycy awans do tego turnieju wywalczyli sobie podczas Mistrzostw Ameryki Południowej 2013.
Już po drugiej serii spotkań triumf zapewnili sobie Argentina Jaguars, którzy zakończyli turniej bez porażki. Najwięcej punktów w zawodach zdobył przedstawiciel triumfatorów, Patricio Fernández, zaś pięciu zawodników zaliczyło po dwa przyłożenia.
Zawody były transmitowane w Internecie na oficjalnej stronie IRB.

## Zawody
| 11 października 201318:00 | USA Select | 9:27 | Argentina Jaguars | Westhills Stadium, Langford |
| 11 października 201318:00 |            | 9:27 |                   | Westhills Stadium, Langford |

| 11 października 201320:00 | Kanada A | 17:10 | Urugwaj | Westhills Stadium, Langford |
| 11 października 201320:00 |          | 17:10 |         | Westhills Stadium, Langford |

| 15 października 201318:00 | Argentina Jaguars | 34:0 | Urugwaj | Westhills Stadium, Langford |
| 15 października 201318:00 |                   | 34:0 |         | Westhills Stadium, Langford |

| 15 października 201320:00 | USA Select | 30:10 | Kanada A | Westhills Stadium, Langford |
| 15 października 201320:00 |            | 30:10 |          | Westhills Stadium, Langford |

| 19 października 201318:00 | Urugwaj | 8:20 | USA Select | Westhills Stadium, Langford |
| 19 października 201318:00 |         | 8:20 |            | Westhills Stadium, Langford |

| 19 października 201320:00 | Argentina Jaguars | 23:14 | Kanada A | Westhills Stadium, Langford |
| 19 października 201320:00 |                   | 23:14 |          | Westhills Stadium, Langford |